# Schneiders skink
Schneiders skink (Eumeces schneiderii) är en ödleart i familjen skinkar (Scincidae). Arten förekommer i Centralasien, Västasien och Nordafrika. Det finns fem erkända underarter. 
Den kallas ibland mandarinskink.[källa behövs]

## Beskrivning
Olivgrå eller brunaktig ovanför, enhetlig eller med oregelbundna gyllengula fläckar eller längsgående ränder; en gulaktig sidostrimma, som sträcker sig från under ögat till bakbenet, är konstant; nedre ytor gulvita.

## Underarter
Fem underarter anses vara giltiga, inklusive nominatunderarten.
- Eumeces schneiderii barani Kumlutas et al., 2007
- Eumeces schneiderii pavimentatus (I. Geoffroy Saint-Hilaire, 1827)
- Eumeces schneiderii princeps (Eichwald, 1839)
- Eumeces schneiderii schneiderii (Daudin, 1802)
- Eumeces schneiderii zarudnyi Nikolsky, 1900

## Etymologi
Både det specifika artnamnet schneiderii och ett av trivialnamnen, Schneiders skink, är till den tyska zoologen Johann Gottlob Theaenus Schneiders ära. 
Det underartspecifika namnet barani är för att hedra den turkiske herpetologen İbrahim Baran. 
Det underartspecifika namnet zarudnyi är för att hedra den ryske zoologen Nikolai Zarudny.

## Livsmiljö
De föredragna naturliga livsmiljöerna för E. schneiderii är steniga områden, gräsmarker, buskmarker och våtmarker, på höjder av 150–1 800 meter över havet.

## Fortplantning
E. schneiderii är ovipar.